# Wapen van Meer en Woude

Het wapen van Meer en Woude

Het wapen van Meer en Woude werd op 6 september 1990 bij koninklijk besluit verleend aan het Zuid-Hollandse waterschap Meer en Woude. In 1999 ging het waterschap op in het nieuwe waterschap Wilck en Wiericke. Hiermee verviel het wapen, wel werden de sterren opgenomen in het wapen van Wilck en Wiericke.

## Beschrijving
De blazoenering van het wapen luidt als volgt:
In azuur een schuinbalk van goud, beladen met drie sterren van keel, beneden vergezeld van drie uitkomende kruikenbloemen van goud. Het schild gedekt met een gouden kroon van drie bladeren en twee parels.
- De heraldische kleuren zijn: azuur (blauw), goud (geel) en keel (rood). Het schild wordt gedekt door een gravenkroon.
- Wat niet in de blazoenering is opgenomen, is dat de kruikenbloemen verschillende lengtes hebben.

## Symboliek
Het wapen is samengesteld uit de wapens van de voormalige waterschappen waaruit Meer en Woude ontstond.
De schuinbalk komt uit het wapen van Noordwoude en de rest komt uit het wapen van De Ommedijck. De Ommedijck had de kruikenbloemen in het wapen omdat haar grondgebied ook in de gemeente Zoetermeer lag. De schuinbalk met de drie rode sterren is in het wapen van Noordwoude opgenomen omdat het waterschap Noordwoude op het grondgebied van de toenmalige heerlijkheid Hazerswoude lag.

## Verwante wapens

Het wapen wapen van Zoetermeer sinds 1936
Het wapen van  het waterschap De Ommedijck
Het wapen van Hazerswoude
Het wapen van het waterschap Noordwoude
Adriaan van Mathenesse (ca. 1565-1621) heer van Mathenesse, Riviere en Opmeer lid van de ridderschap van Holland en hoogheemraad van Schieland
Het wapen van Wilck en Wiericke